# Raville
Raville är en kommun i departementet Moselle i regionen Grand Est (tidigare regionen Lorraine) i sydvästra Frankrike. Kommunen ligger i kantonen Pange som tillhör arrondissementet Metz-Campagne. År 2022 hade Raville 292 invånare.

## Befolkningsutveckling
Antalet invånare i kommunen Raville
| Referens: INSEE |